# Куркань (Келераш)
Куркань, Куркані (рум. Curcani) — село у повіті Келераш в Румунії. Адміністративний центр комуни Куркань.
Село розташоване на відстані 47 км на південний схід від Бухареста, 59 км на захід від Келераші.

## Населення
За даними перепису населення 2002 року у селі проживали 5159 осіб.
Національний склад населення села:
| Національність | Кількість осіб | Відсоток |
| -------------- | -------------- | -------- |
| румуни         | 3370           | 65,3%    |
| цигани         | 1786           | 34,6%    |

Рідною мовою назвали:
| Мова      | Кількість осіб | Відсоток |
| --------- | -------------- | -------- |
| румунська | 5069           | 98,3%    |
| циганська | 88             | 1,7%     |